# NHK 시즈오카 방송국

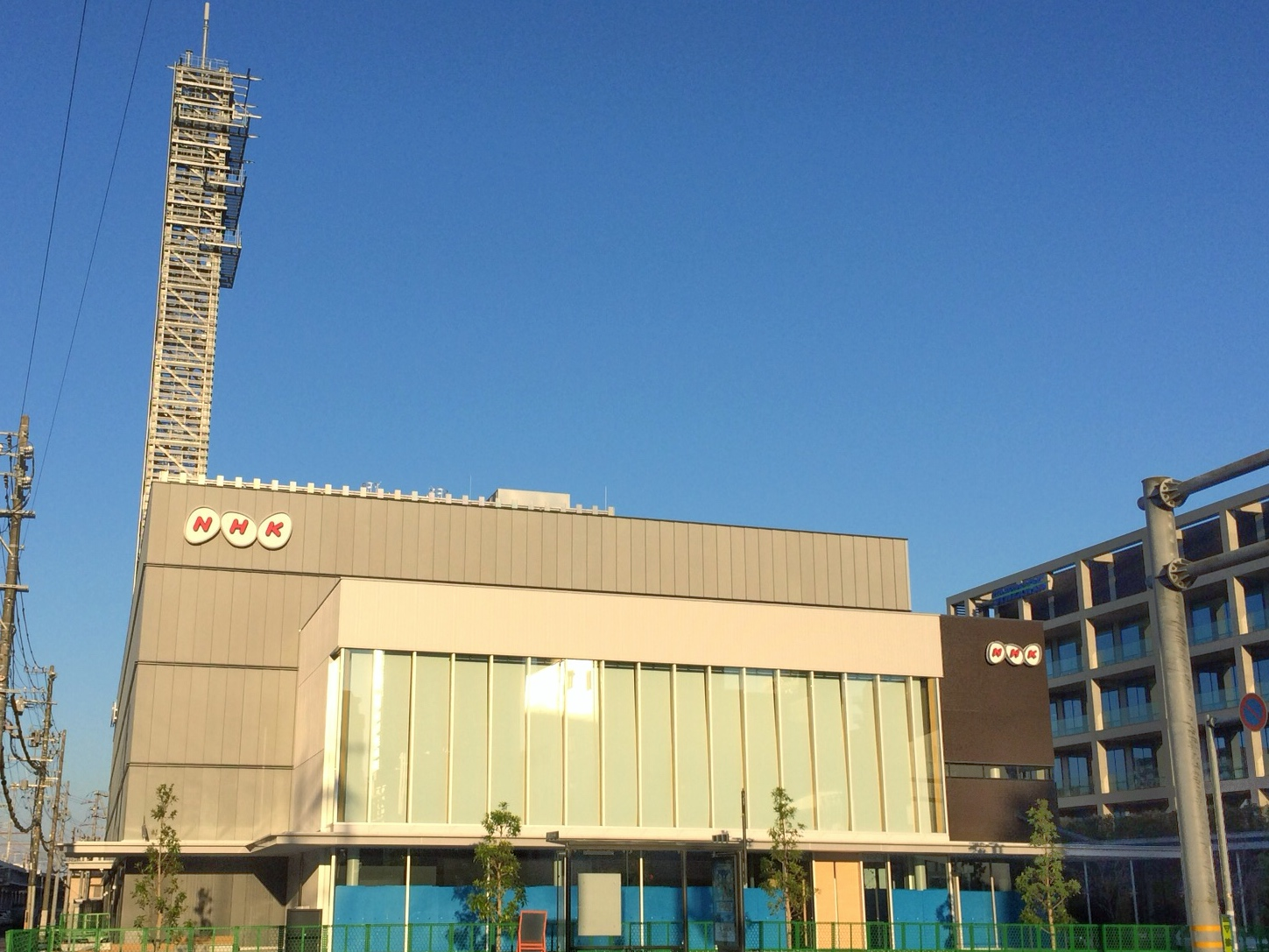

NHK 시즈오카 방송국(靜岡 放送局)은 시즈오카현을 방송구역으로 하는 NHK의 지역방송국이며 중파·FM라디오·텔레비전 방송을 담당하고 있다.

## 개요
- NHK 나고야 방송국이 관할 방송국이지만 방송 편성, 일기예보 배치 등에서 나고야 방송국과 거리를 두고 있다.
  - 시즈오카 방송국은 발족 당시 도쿄 방송국 관할하에 놓여 있었지만 당시 체신성이 시즈오카현 관할권을 도쿄에서 나고야로 이관하면서 방송국 관할권도 1943년 도쿄에서 나고야로 이관되었다.
  - 그러나 시즈오카 현 동부·중부지역이 도쿄도나 가나가와현 등 남부 간토지역과 관계가 강한 사실과「광역 관동권」으로서의 시즈오카현의 지리·경제·문화적 관련을 배경으로, 시청자들이 「나고야 중심의 주부 지역 정보」가 아닌 「도쿄 중심의 수도권 지역 정보」를 많이 원하고 있으며 이에 따라 시즈오카 방송국에서는 뉴스중계나 지역 프로그램 방송을 주부지역이 아닌 수도권 지역의 것으로 대체할 때도 있으나 얼마 안가 주부지역 정보를 취급하는 경우도 많아 이에 불만을 가진 시청자도 많다고 한다.

## 연혁
- 1931년 3월 21일 라디오 제1방송(JOPK)개국.
- 1946년 9월 1일 라디오 제2방송(JOPB) 개시.
- 1957년 6월 1일 종합 텔레비전 방송시작(당시에서 5ch로 방송했다.)
- 1959년 5월 1일 종합 텔레비전 채널을 9ch로 변경한다.
- 1962년 1월 8일 교육 텔레비전 방송 개시.
- 1963년 12월 16일 텔레비전 컬러 방송을 개시.
- 2005년 6월 1일 11:00(JST) 지상 디지털 방송 개시.(시즈오카 본국·하마마츠 중계국 동시)
- 2006년 4월 2일 디지털 종합 텔레비전에서 일본 최초로 이원화 편성을 개시.
- 2011년 7월 25일 지상파 아날로그 텔레비전 방송 종료.

## 개요
- 종합 텔레비전 - 시즈오카본국 20ch(JOPK-DTV)
- 교육 텔레비전 - 시즈오카본국 13ch(JOPB-DTV)
- 라디오 제1방송 - 시즈오카본국 882kHz(JOPK) 출력:10kW
- 라디오 제2방송 - 시즈오카본국 639kHz(JOPB) 출력:10kW
- FM방송 - 시즈오카본국 88.8MHz(JOPK-FM) 출력:1kW

## 시즈오카현에 있는 다른 텔레비전·라디오 방송국
- 시즈오카 제일 TV(SDT)(니혼 TV 계열)
- 시즈오카 아사히 TV(SATV)(TV 아사히 계열)
- 시즈오카 방송(SBS)(TV는 도쿄 방송 계열, 라디오는 JRN&NRN계열)
- TV 시즈오카(SUT)(후지 TV 계열)
- 시즈오카 FM방송(JFN 계열)